# Vương Yến Nghi
Vương Yến Nghi (chữ Hán: 王燕儀, tên tiếng Anh: Shenise Wong) là người đã đăng quang Hoa hậu Hoàn vũ Singapore 2008 vào ngày 21/5/2008. Vương Yến Nghi đã từng là đại diện của Singapore tham dự các cuộc thi sắc đẹp lớn khác trên thế giới như: Hoa hậu châu Á-Thái Bình Dương 1999, Hoa hậu Quốc tế 2002, Hoa hậu Thế giới 2005.
Vương Yến Nghi sinh năm 1982, cao 1,73 và đã từng tốt nghiệp ngành kế toán tại Singapore. Sở thích: Chơi golf, tennis, nhảy salsa và nấu nướng. Cô cũng có tham vọng: Trở thành một doanh nhân mạo hiểm với 1 doanh nghiệp hỗ trợ lối sống khỏe mạnh.
Shenise Wong là người đầu cơ ngoại hối (foreign exchange broker) và là Hoa hậu Hoàn vũ Singapore nhiều tuổi nhất trong lịch sử 10 năm qua.
Vương miện Hoa hậu Hoàn vũ là danh hiệu thứ 4 đối với Yến Nghi. Cô đã giành chiến thắng ở các cuộc thi Hoa hậu châu Á - Thái Bình Dương Singapore 1999, Hoa hậu Quốc tế Singapore 2002 và Hoa hậu Thế giới Singapore 2005. Hoa hậu Hoàn vũ 2008 là cuộc thi cuối cùng của cô. Lưu trữ ngày 29 tháng 6 năm 2008 tại Wayback Machine
Trong cuộc thi Hoa hậu Hoàn vũ 2008, cô là một trong 3 thí sinh châu Á được Globalbeauties đánh giá cao cùng với Hoa hậu của Ấn Độ và Thái Lan.
Tại cuộc thi Hoa hậu Hoàn vũ 2008 tại Nha Trang thì Shenise Wong sẽ xuất hiện trong đêm thi trang phục dân tộc với chiếc đầm đuôi cá lấp lánh vảy bạc, biến tấu từ biểu tượng sư tử biển của đảo quốc này. Đây là sáng tạo của Muhammed Hafiz Tahir, 18 tuổi, sinh viên khoa thiết kế thời trang của Học viện Mỹ thuật Nanyang.